# (18665) Sheenahayes
(18665) Sheenahayes (1998 FK49) – planetoida z pasa głównego asteroid okrążająca Słońce w ciągu 4,23 lat w średniej odległości 2,62 j.a. Odkryta 20 marca 1998 roku.